# Philippine Air Force FC
El Philippine Air Force Football Club ( también conocido como Philippine Air Force Phoenix FC por razones de patrocinio) es un equipo de fútbol de Filipinas compuesto por civiles y miembros de la Fuerza Aérea de Filipinas. Milita en la UFL y su sede es el Rizal Memorial Stadium.

## Honores
- United Football League: 2

2009–10, 2010–11
- Manila Premier Football League: 1:

1997
- Copa UFL: 1

2011–12
- Campeonatos Nacionales de Copa Filipina: 3

1982–83, 1985, 1989

## Participación en competiciones de la AFC
| Temporada | Torneo                  | Ronda | Club                  | Casa | Visita |
| --------- | ----------------------- | ----- | --------------------- | ---- | ------ |
| 1989–1990 | Asian Club Championship | 1     | Kuala Lumpur FA       | 0–6  |        |
| 1989–1990 | Asian Club Championship | 1     | Geylang International | 0–3  |        |
| 1989–1990 | Asian Club Championship | 1     | Muara Stars           | 1–0  |        |
| 1989–1990 | Asian Club Championship | 1     | Pelita Jaya           | 0–3  |        |
| 1993–1994 | Asian Cup Winners' Cup  | 1     | Nissan                | 0–5  | 0–1    |

## Galería

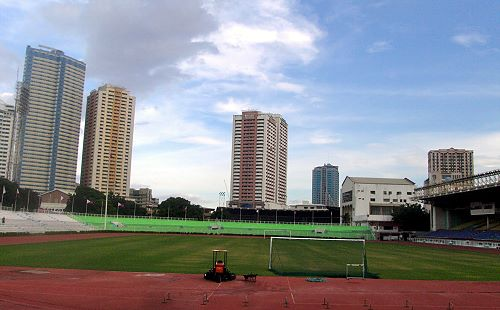
Rizal Memorial Stadium
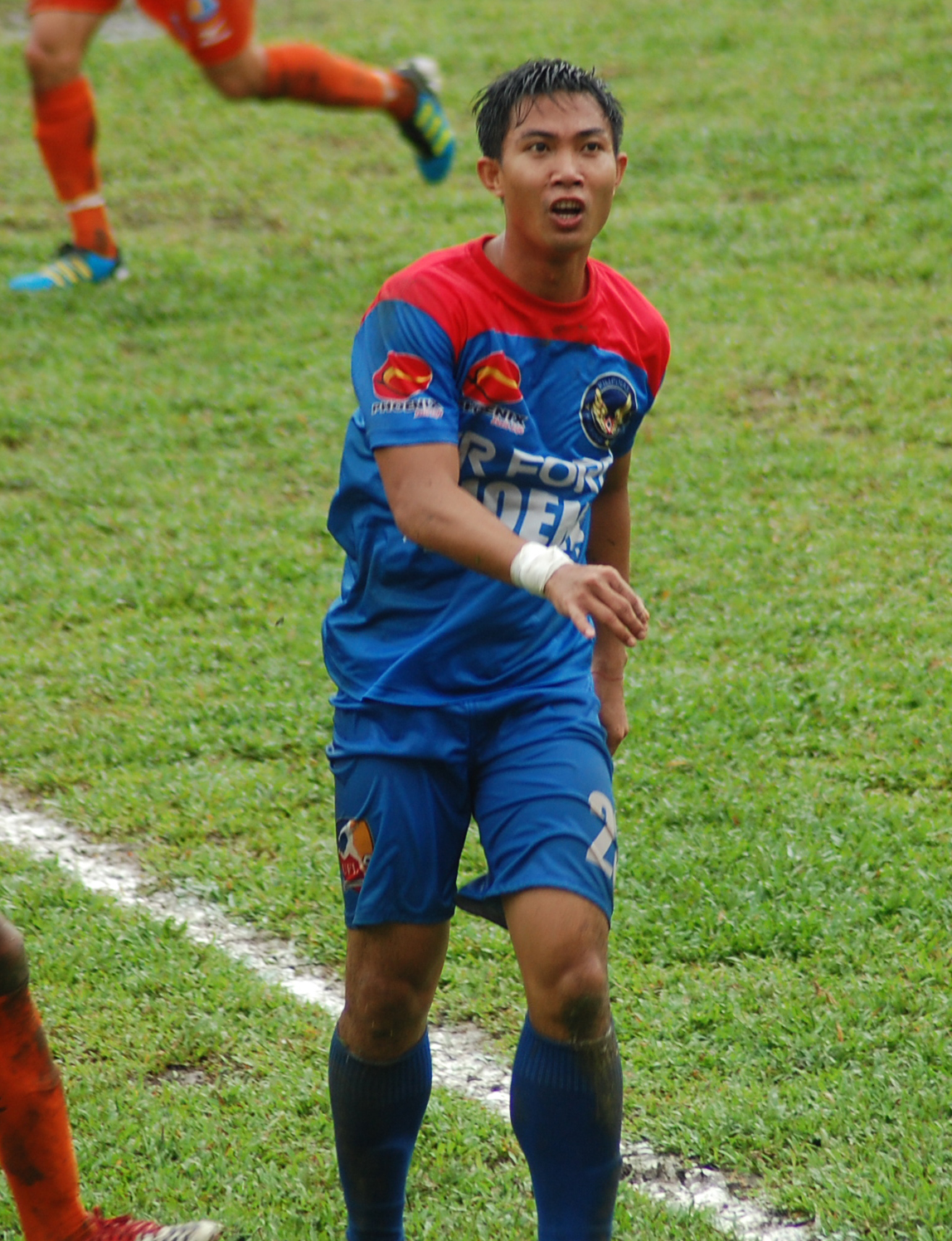
Ian Araneta